# الور، انامبرا
الور، انامبرا (به لاتین: Alor, Anambra) یک منطقهٔ مسکونی در نیجریه است که در نامگذاری به ترتیب نقاط قطب‌نما واقع شده‌است.